# Ruggero Maghini
Ruggero Maghini (Sesto Calende, 19 ottobre 1913 – Torino, 15 luglio 1977) è stato un pianista e compositore italiano.

## Biografia
Trasferitosi con la famiglia a Torino, dopo gli studi presso il Conservatorio "Arrigo Boito" di Parma e dopo essersi diplomato in pianoforte al Conservatorio Giuseppe Verdi, inizia l'attività di concertista di pianoforte e di organo, per poi occuparsi della direzione di cori.
Fu professore di Armonia Complementare e, in seguito, di Armonia e Contrappunto per il corso di composizione al Conservatorio di Torino. Fra i suoi ultimi allievi il compositore Giulio Castagnoli.
Nel 1950 diventa il direttore del coro della Rai di Torino, ruolo che occupa per vent'anni collaborando con molti direttori d'orchestra.
Negli stessi anni è anche compositore di numerose canzoni, di cui la più nota è Vecchio boxeur, su testo di Armando Costanzo, portata al successo da Fred Buscaglione nel 1958; alla Siae risultano depositate 43 canzoni.
Scomparso nel 1977, è sepolto al Cimitero monumentale di Torino.
Nel 1995 gli viene dedicato il Coro Maghini, nato dall'"Orchestra Sinfonica Nazionale" della Rai di Torino.